# ملكة جمال الكون 1974
ملكة جمال الكون 1974 هي مسابقة ملكة جمال الكون الثالثة والعشرين في تاريخ مسابقة ملكة جمال الكون منذ انطلاقتها عام 1952، عقدت المسابقة في 21 يوليو 1974 في مسرح الفنون الشعبية في مانيلا، الفلبين. كانت المرة الأولى في تاريخ المسابقة التي أقيمت فيها الفعالية في آسيا. شاركت في المسابقة 65 متسابقة من جميع أنحاء العالم على لقب عام 1974. وكان هذا أول حدث ملكة جمال الكون يعقد في آسيا. في نهاية الحدث توجت أمبارو مونيوز من إسبانيا من قبل ملكة جمال السابقة مارغريتا موران من الفلبين .

## النتائج

### المراكز النهائية
| النتائج النهائية     | المتنافسة |
| -------------------- | --- |
| ملكة جمال الكون 1974 | - أسبانيا - أمبارو مونيوز † |
| الوصيفة الأولى       | - ويلز - هيلين اليزابيث مورغان |
| الوصيفة الثانية      | - فنلندا - جوهانا راونيو |
| الوصيفة الثالثة      | - كولومبيا - ايلا سيسيليا اسكاند بالاس |
| الوصيفة الرابعة      | - أروبا - مورين افا فييرا |
| أفضل 12              | - أستراليا - ياسمين مي ناجي - إنجلترا - كاثلين آن أندرس - الهند - شايليني بهافناث دولاكيا - بنما - جزمين نيريدا باناي - الفلبين - غوادالوبي سانشيز - بورتوريكو - سونيا ماريا ستيج - الولايات المتحدة - كارين موريسون |

## المتسابقات
- الأرجنتين - ليونور سيلميرا جوجيني
- أروبا - مورين أفا فييرا
- أستراليا - ياسمين مي ناجي
- النمسا - إيفلين إنجليدير
- البهاما - أجاثا إليزابيث واتسون
- بلجيكا - آن ماري صوفي سيكورسكي
- برمودا - جويس آن دي روزا
- بوليفيا - تيريزا إيزابيل كالو
- البرازيل - ساندرا غيماريش دي أوليفيرا
- كندا - ديبورا تون
- تشيلي - جانيت ريبيكا غونزاليس
- كولومبيا - إيلا سيسيليا إسكاندون بالاسيوس
- كوستاريكا - ريبيكا مونتاني
- جزر الأنتيل الهولندية - كاثرين أديل دي جونغ
- قبرص - أندري تسانغاريدو
- جمهورية الدومينيكان - جاكلين ماريا كابريرا
- السلفادور - آنا كارلوتا أروجو
- انجلترا - كاثلين آن سيليست أندرس †
- فنلندا - ريتا يوهنا رونيو
- فرنسا  - لويز لو كالفيز
- ألمانيا - أورسولا فاوستل
- اليونان - لينا كليوبا
- غوام - إليزابيث كلارا تينوريو
- هولندا - نيكولون ماريا بروكس
- هندوراس - إيتليندا ميجيا فيلاسكيز
- هونغ كونغ - جوجو تشيونغ
- أيسلندا - آنا بيورنسدوتير
- الهند - شايليني بهافناث دولاكيا
- اندونيسيا - نيا كورنياسي آرديكوسوما †
- أيرلندا - إيفون كوستيلو
- إسرائيل - إدنا ليفي
- إيطاليا - لوريتا بيرسيشيتي
- جامايكا - لينوكس آن بلاك
- اليابان  - إيريكو تسوبوي
- كوريا الجنوبية - كيم جاي كيو
- لبنان  - لودي سليم غباش
- ليبيريا - ماريا ياتا جونسون
- لوكسمبورغ - جيزيل أنيتا نيكول عزيري
- ماليزيا - ليلي تشونغ
- مالطا - جوزيت بيس
- المكسيك - غوادالوبي ديل كارمن الورياجا فالديز
- نيوزيلندا - ديان ديبوراه وينيارد
- نيكاراغوا - فاني دوارتي دي ليون تابيا
- بنما - جازمين نيريدا باناي
- باراغواي - ماريا أنجيلا زوليما ميدينا
- الفلبين - غوادالوبي كويرفا سانشيز
- البرتغال - آنا باولا ماتشادو مورا
- بورتوريكو - سونيا ماريا ستيج شاردون
- اسكتلندا - كاثرين روبرتسون
- السنغال - ثيورو تيام
- سنغافورة - أنجيلا تيو
- إسبانيا - أمبارو مونيوز †
- سريلانكا - ميلاني ايرين ويجندرا
- سورينام - برناديت فيرنرز
- السويد - إيفا كريستيان رومبك
- سويسرا - كريستين لافانشي
- تايلاند - بنجاماس بونباسفيجان
- ترينيداد وتوباغو - ستيفاني لي باك
- تركيا - سيميتين جاكيرغوس
- أوروغواي - ميرتا جرازيلا رودريغيز
- الولايات المتحدة - كارين موريسون
- فنزويلا - نيلا مورونتا سانجرونيس
- جزر العذراء الأمريكية - ثيلما إيفون سانتياغو
- ويلز - هيلين إليزابيث مورغان
- يوغوسلافيا - ندى جوفانوفسكي

## الروابط الخارجية
- موقع ملكة جمال الكون الرسمي